# Shrutibox

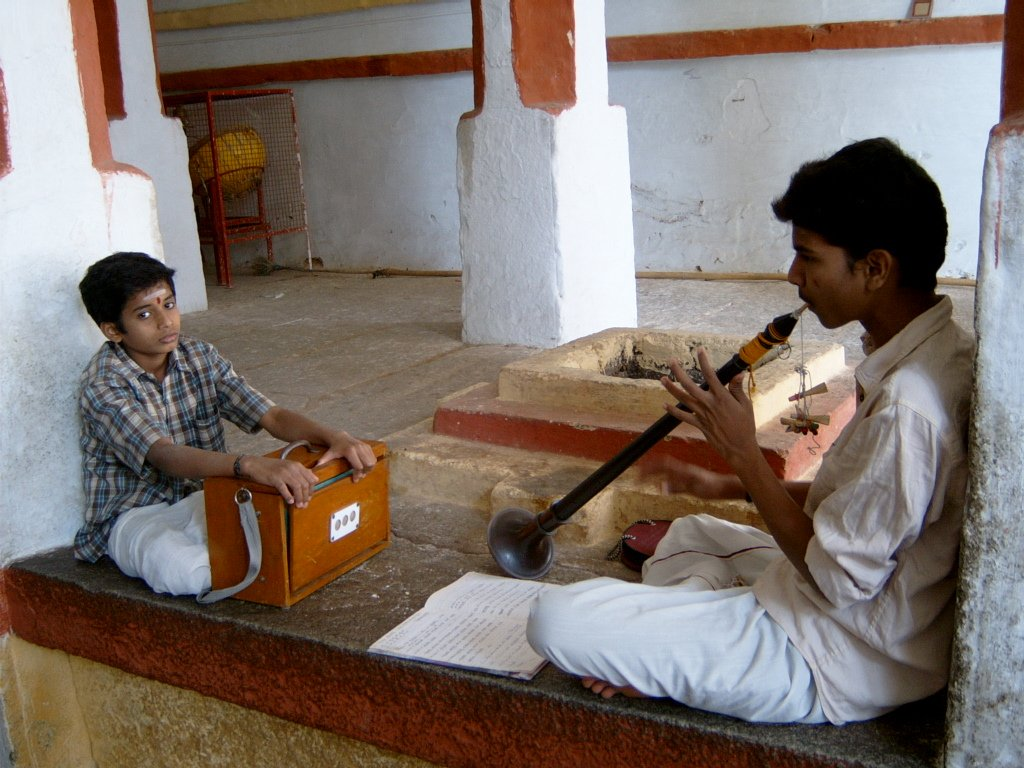
Shrutibox- (links) und nadaswaram-Spieler

Shrutibox, auch surpeti, swar-peti, ist ein Musikinstrument, das in der indischen Musik zur Erzeugung von Borduntönen eingesetzt wird. Die akustische shrutibox verfügt über Durchschlagzungen, die mittels eines von Hand betätigten Blasebalgs mit Luft versorgt werden. Daneben wird ein elektrisches Modell eingesetzt, dessen Klang durch einen Synthesizer erzeugt wird.

## Bauform und Spielweise
Shruti bedeutet die 22 Mikrotöne (shrutis), mit denen in der indischen Musik die Oktave eingeteilt wird und den Grundton (Tonika) der modalen Skala (Raga). Die akustische shrutibox entspricht in der Bauart einem indischen Harmonium ohne Tasten. Die Größe des flachen Holzkastens beträgt typischerweise 26 Zentimeter in der Höhe, 35 Zentimeter in der Breite und 11 Zentimeter in der Tiefe, nach anderen Angaben 20 × 32 × 5 Zentimeter. An der Vorderseite gibt es Einzelklappen für die acht Pfeifen. Der Tonumfang beträgt eine Oktave. 
Beim Spiel wird mit der Hand Luft durch den Kasten gepumpt. Der gewünschte Ton,  dessen Klappe geöffnet wird, erklingt als Dauerton. Der Tonumfang der elektrischen Instrumente ist unterschiedlich.
Die shrutibox ist ein Bordun-Instrument zur Gesangsbegleitung. In Indien ersetzt sie in der volkstümlichen und devotionalen Musik die Langhalslaute tanpura der klassischen Musik. Im Westen wird sie zur Begleitung von Obertongesang verwendet. 
Andere indische Borduninstrumente sind das Doppelrohrblattinstrument ottu (ähnlich der südindischen nadaswaram), das unter anderem von den Schlangenbeschwörern verwendete Blasinstrument pungi und die einsaitige Spießlaute ektara. Die griffbrettlose Kastenzither swarmandal wird zur Gesangsbegleitung, aber nicht als Borduninstrument verwendet.